# Jacob Leisler
Jacob Leisler (né vers 1640 - mort le 16 mai 1691) était un colon américain d'origine allemande. Commençant en 1689, il mena une insurrection (la Rébellion de Leisler) dans la Province de New York, prenant le contrôle de la colonie jusqu'à sa capture et son exécution à New York pour trahison envers le Roi Guillaume et la Reine Marie. Des controverses existent parmi les historiens quant aux faits et la signification de la brève carrière de Leisler comme chef de New York.

## Biographie
Leisler est probablement né à Francfort-sur-le-Main en Allemagne, vers 1640. Il est le fils d'un pasteur calviniste. Il partit en Nouvelle-Néerlande en 1660, et il s'est marié à une veuve aisée en 1663, engagé dans le commerce, et accumulant rapidement une fortune.

## La Rébellion
La glorieuse révolution d'Angleterre de 1688 divisa les habitants de New York en deux factions mal définies. Il y aurait d'après les historiens passés d'un côté les petits commerçants, les petits fermiers, les marins et les pauvres artisans et de l'autre les patrons, les hommes de loi, les riches marchands de fourrures et les officiers. Ils étaient menés par Leisler, ce dernier près Peter Schuyler (1657-1724), Nicholas Bayard (c. 1644 1707), Stephen van Cortlandt (1643-1700), William Nicolls (1657-1723) et d'autres représentants des familles aristocratiques de l’Hudson Valley.
Quand des nouvelles de l'emprisonnement du Gouverneur Andros au Massachusetts arrivèrent, ils prirent possession de Fort James le 31 mai 1689 (à l'extrême sud de Manhattan), le renommèrent Fort William et annoncèrent leur détermination à le tenir jusqu'à l'arrivée d'un gouverneur commissionné par les nouveaux souverains. La Rébellion de Leisler commença ainsi. Les aristocrates étaient aussi en faveur de la Révolution, mais étaient incertains quant à la façon dont ils devraient agir en raison de l'intervention d'Increase Mather à Londres. Quand des nouvelles atteignirent finalement New York elles étaient incertaines et de sources faibles donc le Lt. Gov. Nicholson décida de supprimer les informations jusqu'à ce qu'une décision formelle parvienne d'outre-Atlantique.

### Leisler en tant que Lieutenant-Gouverneur
Le lieutenant-gouverneur Francis Nicholson prit la mer pour l'Angleterre le 24 juin, un comité de sécurité fut organisé par le parti populaire, et Leisler fut désigné commandeur-en-chef. Ceci sous l'autorité d'une lettre du gouvernement adressée à Nicholson, ou en son absence, afin de préserver la paix et d'administrer les lois dans les terres de Sa Majesté et donc la Province de New York, il assuma le titre de lieutenant-gouverneur en décembre 1689, désigna un conseil et prit en charge le gouvernement de la province.
Il rassembla le premier Congrès Intercolonial en Amérique, qui eut lieu à New York le 1er mai 1690 pour se concerter afin de mettre en place des actions contre les Français et les Amérindiens. Le Colonel Henry Sloughter fut nommé gouverneur de la province le 3 septembre 1689 mais n'atteindra pas New York avant le 19 mars 1691.

### Fin de la Rébellion
En attendant, le Major britannique Richard Ingoldesby et deux compagnies de soldats mettaient pied à terre (28 janvier 1691) en exigeant la possession du fort. Leisler refusa sa reddition, et après plusieurs controverses une attaque fut lancée le 17 mars dans laquelle deux soldats furent tués et plusieurs autres blessés.
Quand Sloughter arriva deux jours plus tard Leisler s'empressa de lui livrer le fort et d'autres signes d'autorités. Lui et son beau-fils, Jacob Milborne, furent accusés de trahison pour avoir refusé de se soumettre à Ingoldesby, furent condamnés, et ils ont finalement été exécutés le 16 mai 1691. Leisler fut "hanged, drawn and quartered".
En 1695, par acte parlementaire, le nom de Leisler fut réhabilité et son domaine rendu à ses héritiers. En 1698, le gouverneur autorisa la translation de la dépouille de Leisler du potter’s field à l'église hollandaise. Un quart de la population de New York fut présente lors de la cérémonie.

## Sources